# Oxiitriobetafita-(Y)
La oxiitriobetafita-(Y) és un mineral de la classe dels òxids que pertany al grup de la betafita.

## Característiques
La oxiitriobetafita-(Y) és un òxid de fórmula química Y₂Ti₂O₆O. Va ser aprovada com a espècie vàlida per l'Associació Mineralògica Internacional l'any 2022, sent publicada en el mes de novembre del mateix any. Cristal·litza en el sistema isomètric.
L'exemplar que va servir per a determinar l'espècie, el que es coneix com a material tipus, es troba conservat a les col·leccions mineralògiques del Museu Nacional de la Natura i la Ciència de Tòquio (Japó), amb el número d'espècimen: nsm-m49380.

## Formació i jaciments
Va ser descoberta a les pegmatites de Yunoyama-onsen, a la ciutat de Komono del districte de Mie (Prefectura de Mie, Japó), on es troba en forma de petits grans de color marró en un agregat en forma de cilindre (2,5 × 0,6 cm). Aquest indret és l'únic a tot el planeta on ha estat descrita aquesta espècie mineral.